# Riesi rosso superiore
Il  Riesi rosso superiore è un vino a DOC che può essere prodotto nei comuni di Riesi, Butera, Mazzarino, tutti in provincia di Caltanissetta.

## Vitigni con cui è consentito produrlo
- Nero d'Avola minimo 85%,
- altri vitigni a bacca rossa, non aromatici, idonei alla coltivazione per la provincia di Caltanissetta, fino ad un massimo del 15%.

## Tecniche produttive
Il vino Riesi rosso superiore deve essere invecchiato per almeno due anni (a decorrere dal 10 novembre dell'anno della vendemmia) di cui almeno sei mesi in recipienti di legno.

## Caratteristiche organolettiche
- colore:
- profumo:
- sapore:

## Produzione
Provincia, stagione, volume in ettolitri